# David Ryckaert III
David Rijckaert III noto anche come David Rijckaert il Giovane o David Ryckaert III (Anversa, 2 dicembre 1612 – Anversa, 11 novembre 1661) è stato un pittore fiammingo noto per la sua predilezione per la pittura di genere, in particolare attraverso scene di allegre compagnie e contadini.

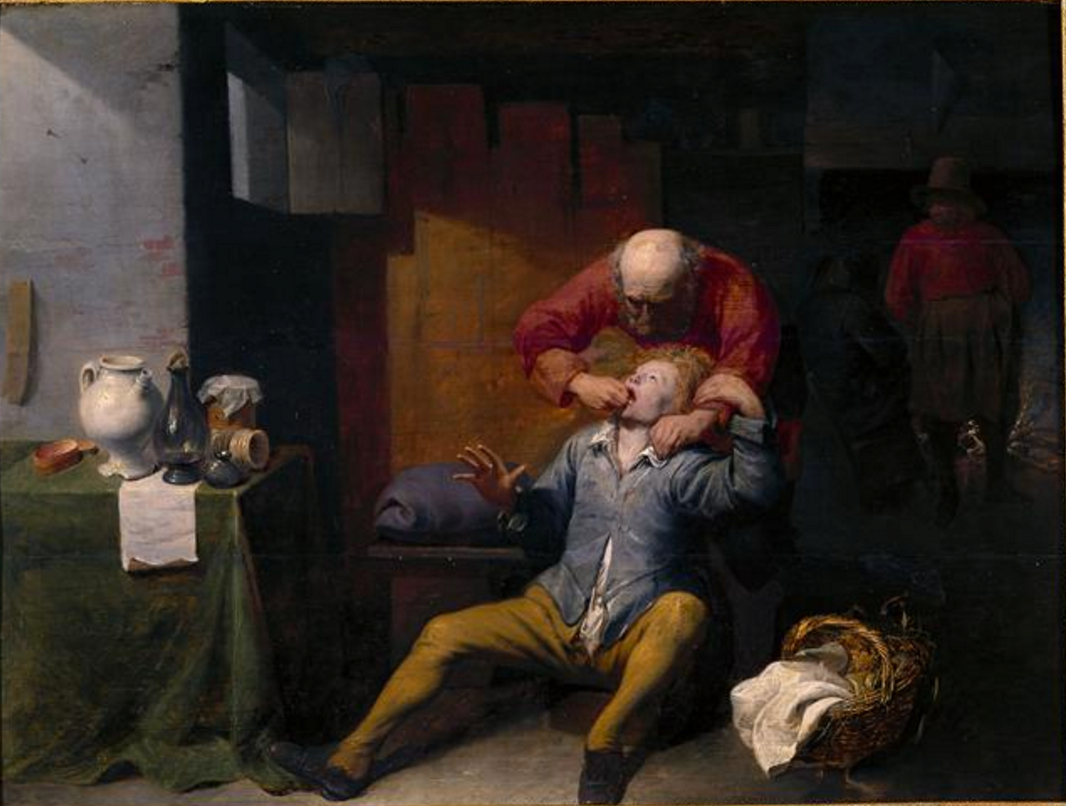
Il cava denti.

Godette del patronato di eminenti mecenati e fu pittore di corte del governatore dei Paesi Bassi meridionali.

## Biografia
Membro della famiglia di artisti Ryckaert (o Rijckaert), era il figlio di David Ryckaert II, il nipote di David Ryckaert I e Martin Ryckaert. Si ritiene avesse un fratello di nome Pauwels, anche lui pittore.

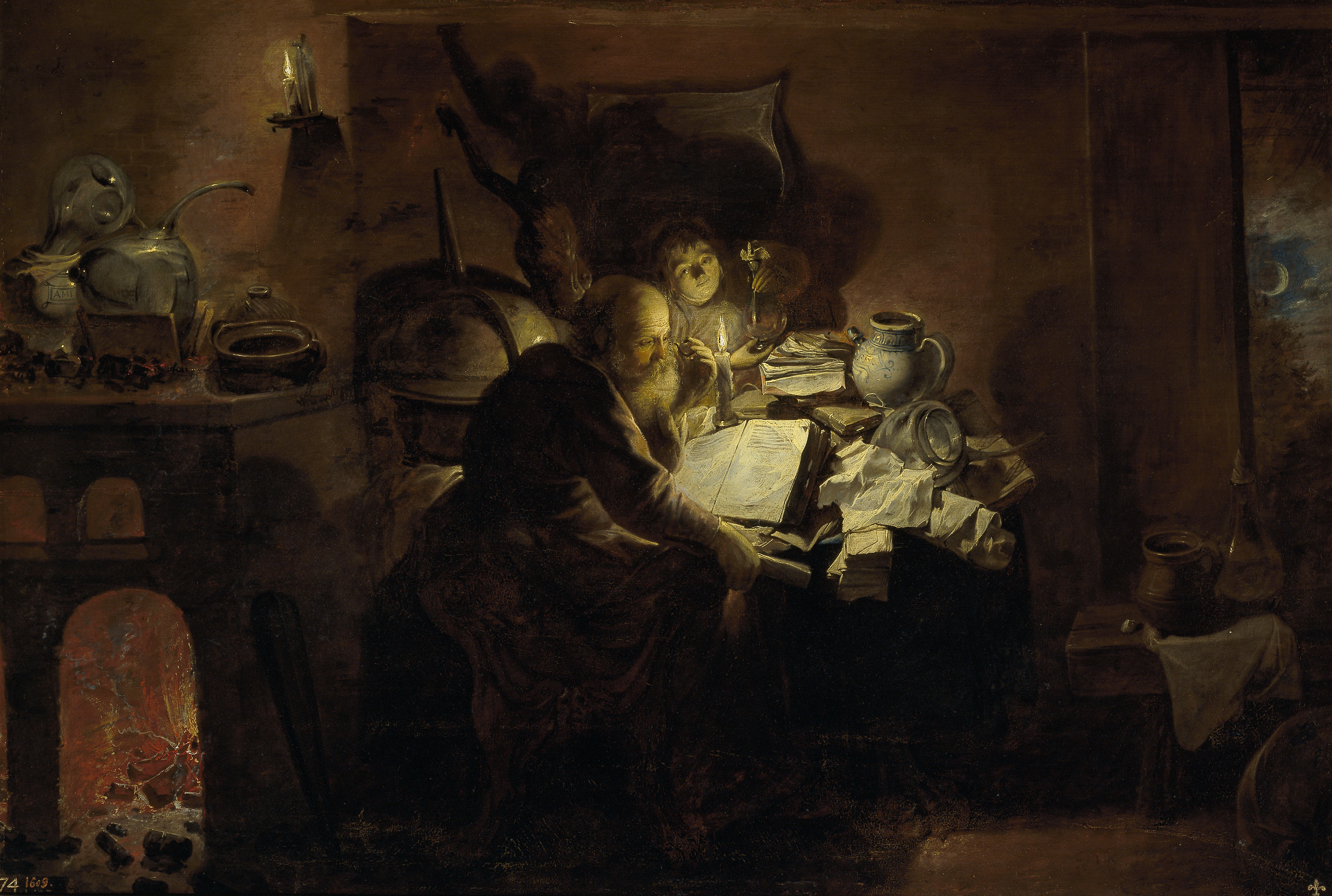
L'alchimista.

Fu un allievo di suo padre e divenne maestro nella Corporazione di San Luca ad Anversa nel 1636-1637 e decano della Corporazione nel 1652-1653. Tra i suoi allievi vi furono Hans la Croys, Jacob Lafosse II e Erasmus de Bie. Sua sorella Margaret l'allievo di suo padre Gonzales Coques che divenne un pittore di successo.
Lavorò per l'intera sua carriera ad Anversa, dove si sposò, il 31 agosto 1647, con Jacoba Palmans con la quale ebbe otto figli.
Le sue opere vennero molto apprezzate e tra I suoi patroni ebbe l'arciduca Leopoldo Guglielmo d'Austria, governatore dei Paesi Bassi meridionali dal 1647 al 1656.

## Opere
Iniziò la carriera come pittore di paesaggi ma cambiò presto la sua specializzazione passando alla pittura di genere. Questi lavori mostrano l'influenza dei principali pittori fiamminghi quali Adriaen Brouwer, David Teniers il Vecchio e, in particolare, David Teniers il Giovane. Le sue opere raffigurano spesso interni con professionisti, come alchimisti, ciarlatani, ciabattini o pittori, oppure locande con contadini. Dipinse anche i bambini mentre giocano, celebrazioni con la musica e scene immaginarie di streghe e fantasmi. Molte delle sue opere sono firmate e datate, rendendo facile seguire il suo sviluppo artistico dal 1637 al 1661. 
Lo stile iniziale dei suoi dipinti mostra l'influenza di Adriaen Brouwer. Un esempio sono i due dipinti "Contadina con gatto" e "Contadino con cane" esposti all'Ermitage. Le composizioni riprendono particolari di due dipinti di Brouwer. Egli modificò i dettagli delle composizioni e li trasformò in allegorie del gusto (la donna sta dando da mangiare al gatto) e del tatto (l'uomo tiene in mano la zampa del cane). La composizione con il cane comprende anche il motivo dell'addestramento del cane, dato che l'uomo sta chiaramente dando al cane il comando "seduto".

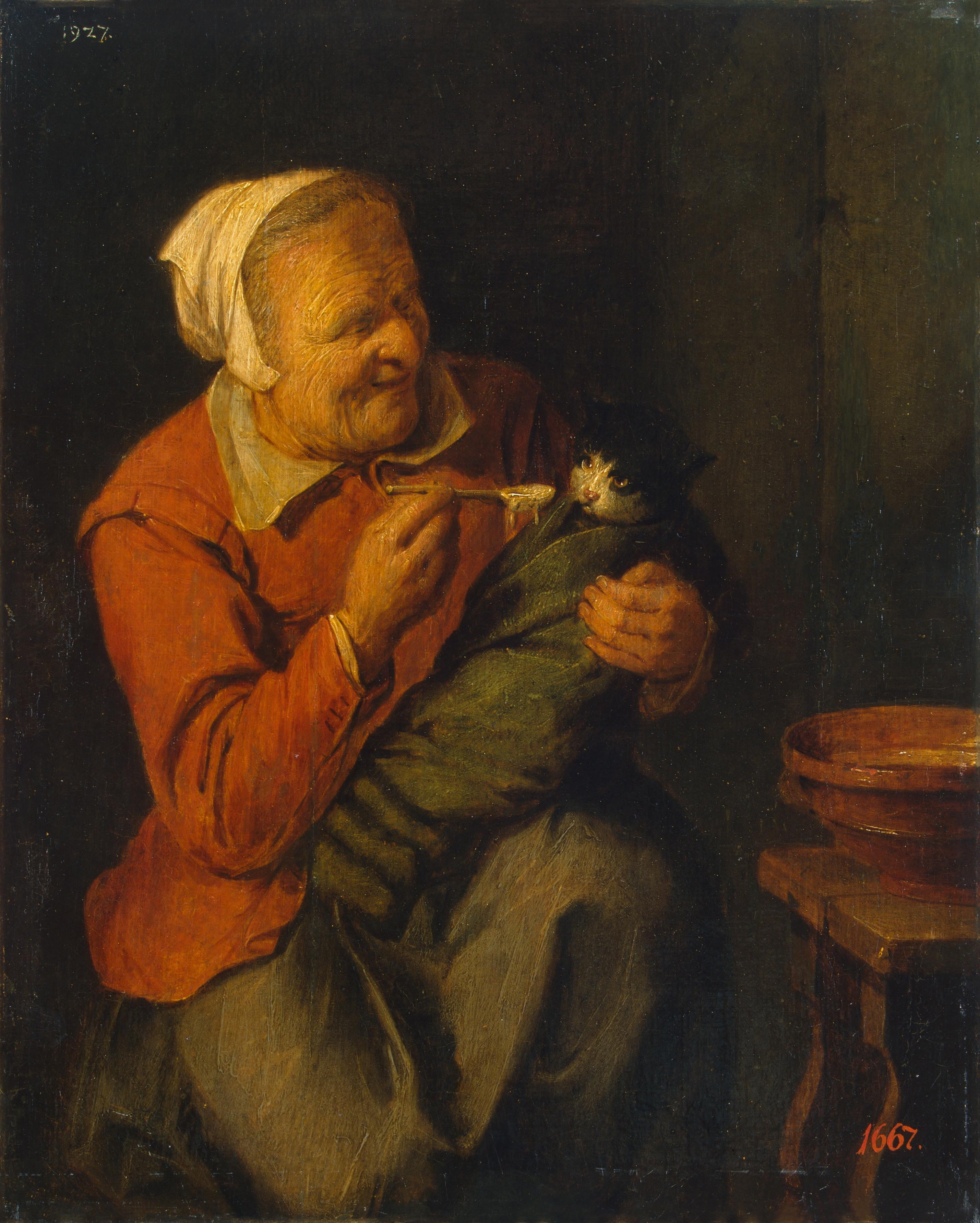
Contadina con gatto
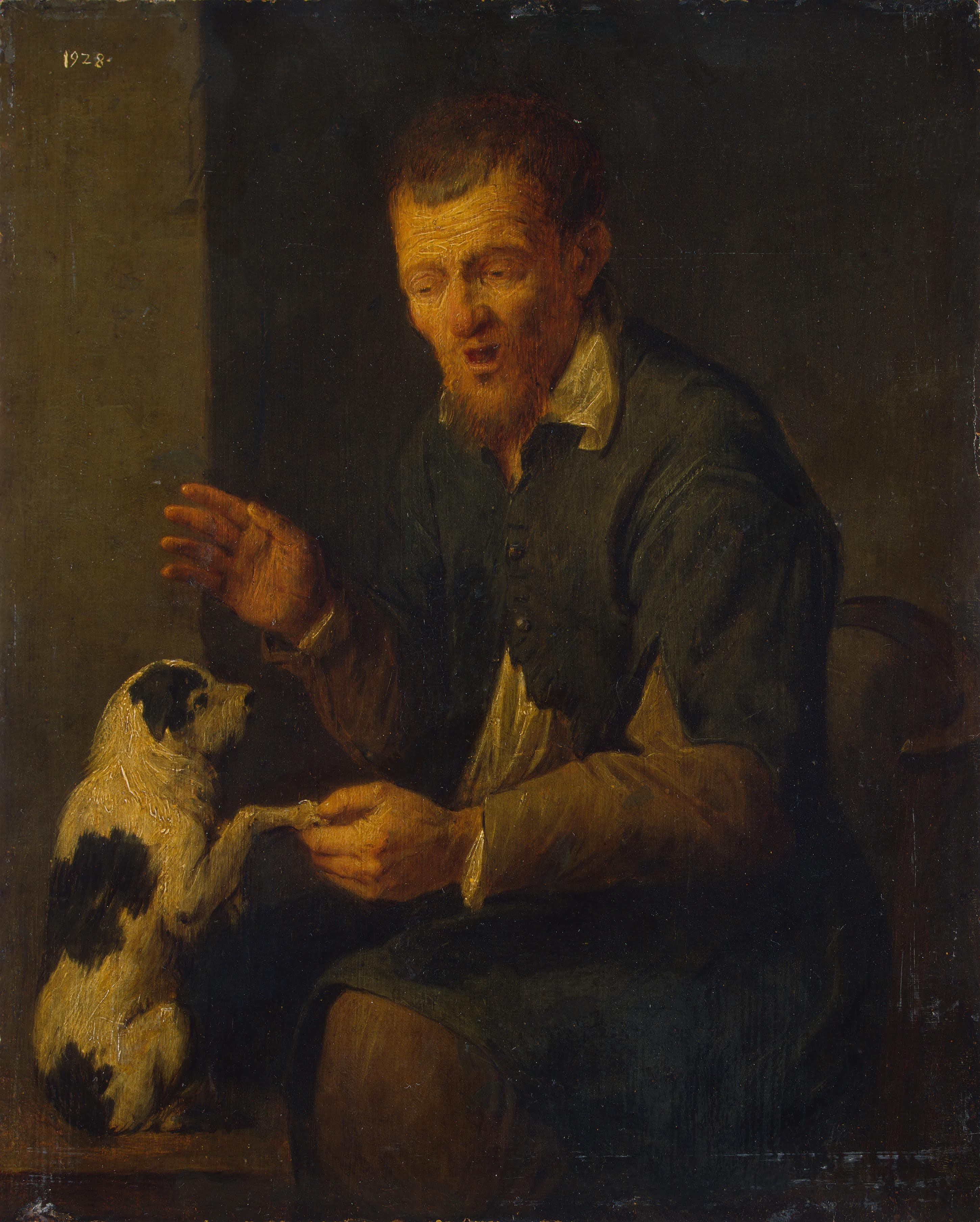
Contadino con cane

Tra il 1640 e il 1650 le sue pitture di genere subirono uno sviluppo importante: invece di ritrarre i contadini grossolani, iniziò a dipingere gruppi composti da persone degne, spesso impegnate nel suonare la musica. Questo cambio di stile fu probabilmente una reazione all'arrivo a Bruxelles, nel 1647, dell'arciduca Leopoldo Guglielmo d'Austria, governatore dei Paesi Bassi meridionali. Leopoldo Guglielmo non era un estimatore della prime opere rappresentanti taverne e interni di fienili, poiché preferiva scene più raffinate. Il cambiamento di stile fu in definitiva un successo poiché quattro dipinti di Ryckaert sono menzionati nell'inventario dell'arciduca del 1659.
Allo stesso tempo prese in prestito nuovi temi da altri artisti. Ad esempio, in "Alchimista nel suo laboratorio" (1648, Museo reale delle belle arti del Belgio, Bruxelles) prese in prestito un argomento che era spesso apparso nel lavoro di Teniers il Giovane. Attraverso l'influenza di Teniers, Ryckaert cambiò il suo stile mettendo una maggiore enfasi su colori distinti e qualità decorative. Inoltre, adottò il metodo del chiaroscuro. Questo è particolarmente evidente nei suoi dipinti di alchimisti. Intorno al 1650 Ryckaert cominciò a dipingere soggetti religiosi e mitologici.
La fase finale dello sviluppo stilistico di Ryckaert è illustrata dal suo dipinto "Nella locanda" (Osterriethhuis, Anversa) in cui Ryckaert adattò il modo anonimo di dipingere di Teniers a una scena di carattere idilliaco e sentimentale.

## Note

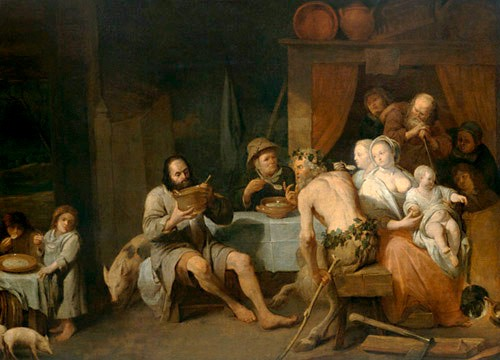
La favola del satiro e della famiglia contadina.